# Paromphacodes rubrimargo
Paromphacodes rubrimargo är en fjärilsart som beskrevs av W. Warren 1897. Paromphacodes rubrimargo ingår i släktet Paromphacodes och familjen mätare. Inga underarter finns listade i Catalogue of Life.